# Сереховичи
Серехо́вичи (укр. Сереховичі) — село в Ковельском районе Волынской области Украины. Административный центр Сереховичевской сельской общины.
До 2020 года входило в Старовыжевский район.
Код КОАТУУ — 0725084801. Население по переписи 2001 года составляет 883 человека. Почтовый индекс — 44442. Телефонный код — 3346. Занимает площадь 5,543 км².